# Немчево (Поморське воєводство)
Немчево (пол. Niemczewo) — село в Польщі, у гміні Дембниця-Кашубська Слупського повіту Поморського воєводства.
Населення — 129 осіб (2011).
У 1975-1998 роках село належало до Слупського воєводства.

## Демографія
Демографічна структура станом на 31 березня 2011 року:
|          | Загалом | Допрацездатний вік | Працездатний вік | Постпрацездатний вік |
| -------- | ------- | ------------------ | ---------------- | -------------------- |
| Чоловіки | 57      | 19                 | 33               | 5                    |
| Жінки    | 72      | 18                 | 42               | 12                   |
| Разом    | 129     | 37                 | 75               | 17                   |